# (4815) Anders
(4815) Anders (1981 EA28) – planetoida z pasa głównego asteroid okrążająca Słońce w ciągu 3,63 lat w średniej odległości 2,36 j.a. Odkryta 2 marca 1981 roku.